# Thống chế (Anh)
Thống chế (tiếng Anh: Field Marshal) là cấp bậc cao nhất trong Lục quân Anh kể từ năm 1736. Nó tương đương cấp bậc Đô đốc Hạm đội Hải quân Hoàng gia hoặc Thống chế Không quân Hoàng gia. Phù hiệu thống chế gồm biểu tượng hai baton thống chế gác chéo nhau được bao quanh bởi những chiếc lá vàng bên dưới Vương miện của St. Edward.
Cho đến thời điểm hiện tại (2020), đã có 141 người giữ cấp bậc Thống chế. Đa số họ thăng tiến binh nghiệp Quân đội Anh hoặc Quân đội Anh-Ấn. Một số thành viên của Hoàng gia Anh, mà gần đây nhất Hoàng tử Edward, Công tước xứ Kent và Charles, Hoàng tử xứ Wales đã được phong cấp Thống chế chỉ sau thời gian phục vụ ngắn. Ba vị vua Anh, George George, Edward VIII, và George VI, đã nhận cấp bậc trong thời gian tại vị. Trong khi Edward VII trực tiếp nhận cấp bậc Thống chế trên ngai vị, thì Vương công Albert và Hoàng thân Philip, Công tước xứ Edinburgh được phong cấp bởi các nữ vương phối ngẫu của họ. Một số cấp bậc thống chế được phong như cử chỉ ngoại giao. Mười hai quốc vương nước ngoài đã được vinh danh, mặc dù ba (Hoàng đế Đức Wilhelm II, Hoàng đế Áo Franz Joseph I và Hoàng đế Nhật Bản Hirohito) đã bị tước bỏ khi đất nước của họ trở thành kẻ thù của Anh và các đồng minh của quốc gia này trong hai cuộc Thế chiến. Hai quân quân nước ngoài khác được phong cấp bậc Thống chế Anh là một người Pháp (Ferdinand Foch) và một người Úc (Sir Thomas Blamey), được vinh danh vì những đóng góp của họ cho Thế chiến thứ nhất và Thế chiến thứ hai, và một chính khách nước ngoài (Jan Smuts).
Mặc dù cấp bậc Thống chế không được sử dụng trong Thủy quân lục chiến Hoàng gia, cấp hiệu Thống chế vẫn được được sử dụng trên quân phục của Chỉ huy Danh dự, người đứng đầu trên danh nghĩa của lực lương này (tương đương cấp Đại tá danh dự).

### Thống chế Hoàng gia Anh
- George Hamilton, Bá tước của Orkney (1736)
- John Campbell, Công tước của Argyll (1736)
- Richard Boyle, Tử tước Shannon (1739)
- François de la Rochefoucauld, Hầu tước của Montandré (1739)
- John Dalrymple, Bá tước của Stair (1742)
- Richard Temple, Tử tước Cobham (1742)
- George Wade (1743)
- Sir Robert Rich (1757)
- Richard Molesworth, Tử tước Molesworth (1757)
- John Ligonier, Bá tước Ligonier (1757)
- James O'Hara, Nam tước Tyrawley và Kilmaine (1763)
- Henry Seymour Conway (1793)
- William Henry, Công tước của Gloucester và Edinburgh (1793)
- Sir George Howard (1793)
- Frederick Augustus, Công tước của York và Albany (1795)
- John Campbell, Công tước của Argyll (1796)
- Jeffrey Amherst, Nam tước Amherst của Montreal (1796)
- John Griffin Griffin, Nam tước Howard de Walden (1796)
- Studholme Hodgson (1796)
- George Townshend, Hầu tước Townshend (1796)
- Lord Frederick Cavendish (1796)
- Charles Lennox, Công tước của Richmond và Lennox (1796)
- Edward Augustus, Công tước của Kent và Strathearn (1805)
- Sir Arthur Wellesley, Công tước thứ nhất xứ Wellington (1813)
- Ernest Augustus I của Hannover (1813)
- Adolphus Frederick, Công tước của Cambridge (1813)
- William Frederick, Công tước của Gloucester và Edinburgh (1816)
- Leopold I của Bỉ (1816)
- Charles Moore, Hầu tước của Drogheda (1821)
- William Harcourt, Bá tước Harcourt (1821)
- Sir Alured Clarke (1830)
- Sir Samuel Hulse (1830)
- Francis Albert Augustus Charles Emmanuel của Saxe-Coburg-Gotha (1840)
- Willem II của Hà Lan (1845)
- Sir George Nugent (1846)
- Thomas Grosvenor (1846)
- Henry William Paget, Hầu tước của Anglesey (1846)
- Fitzroy Somerset, Nam tước Raglan (1854)
- Stapleton Cotton, Tử tước Combermere (1855)
- John Byng, Bá tước của Strafford (1855)
- Henry Hardinge, Tử tước Hardinge (1855)
- John Colborne, Nam tước Seaton (1860)
- Sir Edward Blakeney (1862)
- Hugh Gough, Tử tước Gough của Goojerat (1862)
- George William Frederick Charles, Công tước của Cambridge (1862)
- Colin Campbell, Nam tước Clyde (1862)
- Sir Alexander George Woodford (1868)
- Sir William Maynard Gomm (1868)
- Sir Hew Dalrymple Ross (1868)
- Sir John Fox Burgoyne (1868)
- Sir George Pollock (1870)
- Sir John Foster Fitzgerald (1875)
- George Hay, Hầu tước của Tweeddale (1875)
- Edward VII của Anh (1875)
- Sir William Rowan (1877)
- Sir Charles Yorke (1877)
- Hugh Henry Rose, Nam tước Strathnairn (1877)
- Robert Napier, Nam tước Napier của Magdala (1883)
- Sir Patrick Grant (1883)
- Sir John Michel (1886)
- Sir Richard James Dacres (1886)
- Lord William Paulet (1886)
- George Charles Bingham, Bá tước của Lucan (1887)
- Sir John Lintorn Arabin Simmons (1890)
- Sir Frederick Paul Haines (1890)
- Sir Donald Martin Stewart (1894)
- Garnet Joseph Wolseley, Tử tước Wolseley của Cairo (1894)
- Frederick Roberts, Nam tước Roberts của Kandahar (1895)
- William Augustus Edward của Saxe-Weimar (1897)
- Sir Neville Bowles Chamberlain (1900)
- Wilhelm II của Đức (1901)
- Sir Henry Wylie Norman (1902)
- Arthur William Patrick Albert, Công tước của Connaught và Strathearn (1902)
- Sir Henry Evelyn Wood (1903)
- Sir George Stewart White (1903)
- Franz Josef của Áo (1903)
- Francis Wallace Grenfell, Nam tước Grenfell (1908)
- Sir Charles Henry Brownlow (1908)
- Horatio Kitchener, Tử tước Kitchener của Khartoum (1909)
- George V của Anh (1910)
- Paul Stafford Methuen, Nam tước Methuen (1911)
- William Gustavus Nicholson, Nam tước Nicholson (1911)
- John Denton Pinkstone French, Bá tước Ypres (1913)
- Nicholas II của Nga (1916)
- Sir Douglas Haig (1917)
- Sir Charles Comyn Egerton (1917)
- Yoshihito của Nhật (1918)
- Ferdinand Foch của Pháp (1919)
- Herbert Charles Onslow Plumer, Tử tước Plumer của Messines (1919)
- Edmund Henry Hynman Allenby, Tử tước Allenby (1919)
- Sir Henry Hughes Wilson (1919)
- Sir William Robert Robertson (1920)
- Sir Arthur Arnold Barret (1921)
- Albert I của Bỉ (1921)
- William Riddell Birdwood, Nam tước Birdwood (1925)
- Sir Claude William Jacob (1926)
- George Francis Milne (1928)
- Alfonso XIII của Tây Ban Nha (1928)
- Hirohito của Nhật (1930)
- Julian Hedworth Byng, Tử tước Byng của Vimy (1932)
- Frederick Rudolph Lambart, Bá tước của Cavan (1932)
- Philip Walhouse Chetwode, Nam tước Chetwode (1933)
- Sir Archibald Armar Montgomery-Massingberd (1935)
- Edward VIII của Anh (1936)
- Sir Cyril John Deverell (1936)
- George VI của Anh (1936)
- William Edmund Ironside, Nam tước Ironside (1940)
- Jan Christiaan Smuts (1941)
- Sir John Greer Dill (1941)
- John Standish Surtees Prendergast Vereker, Tử tước Gort (1943)
- Archibald Percival Wavell, Tử tước Wavell (1943)
- Sir Alan Francis Brooke (1944)
- Sir Harold Rupert Leofric George Alexander (1944)
- Sir Bernard Law Montgomery (1944)
- Henry Maitland Wilson, Nam tước Wilson của Libya (1944)
- Sir Claude John Eyre Auchinleck (1946)
- William Slim, Tử tước Slim (1949)
- Philip Mountbatten, Công tước của Edinburgh (1953)
- Allan Francis John Harding, Nam tước Harding của Petherton (1953)
- Henry William Frederick Albert, Công tước của Gloucester (1955)
- Sir Gerald Francis Templer (1956)
- Sir Francis Wogan Festing (1960)
- Mahendra của Nepal (1960)
- Haile Selassie của Ethiopia (1965)
- Sir Richard Amyatt Hull (1965)
- Sir Charles Archibald James Halkett Cassels (1968)
- Sir Geoffrey Harding Baker (1971)
- Richard Michael Power Carver, Nam tước Carver của Shackleford (1973)
- Sir Roland Christopher Gibbs (1979)
- Birendra của Nepal (1980)
- Edwin Noel Westby Bramall, Nam tước Bramall (1982)
- Sir John Wilfrid Stanier (1985)
- Sir Nigel Thomas Bagnall (1988)
- Richard Frederick Vincent, Nam tước Vincent của Coleshill (1991)
- Sir John Lyon Chapple (1992)
- Edward George Nicholas Paul Patrick, Công tước của Kent (1993)
- Sir Peter Anthony Inge (1994)

### Đô đốc Hạm đội Hoàng gia Anh
- 1690 - Edward Russell, Bá tước của Orford
- 1696 - Sir George Rooke
- 13 tháng 1 năm 1705 - Sir Cloudesley Shovell
- 21 tháng 12 năm 1708 - Sir Stafford Fairborne
- 14 tháng 3 năm 1718 - George Byng, Tử tước Torrington
- 1734 - Sir John Norris
- 1 tháng 7 năm 1749 - Sir Chaloner Ogle
- Tháng 7 1761 - George Anson, Nam tước Anson
- 1762 - Sir William Rowley
- 15 tháng 1 năm 1768 - Edward Hawke, Nam tước Hawke
- 24 tháng 10 năm 1781 - John Forbes
- 12 tháng 3 năm 1796 - Richard Howe, Bá tước Howe
- 16 tháng 9 năm 1799 - Sir Peter Parker
- 24 tháng 12 năm 1811 - William IV của Anh, Công tước của Clarence
- 19 tháng 7 năm 1821 - John Jervis, Bá tước của St Vincent
- 1830 - James Gambier, Nam tước Gambier
- 28 tháng 6 năm 1830 - William Williams-Freeman
- 22 tháng 7 năm 1830 - Sir Charles Pole
- Tháng 4 1833 - Sir Charles Nugent
- 8 tháng 1 năm 1844 - Sir James Whitshed
- 13 tháng 10 năm 1849 - Sir Thomas Byam Martin
- 1 tháng 7 năm 1851 - Sir George Cockburn
- 8 tháng 12 năm 1857 - Sir Charles Ogle
- 25 tháng 6 năm 1858 - Sir John West
- 1862 - Sir William Hall Gage
- 10 tháng 11 năm 1862 - Sir Graham Hamond
- 27 tháng 4 năm 1863 - Sir Francis Austen
- 27 tháng 4 năm 1863 - Sir William Parker
- 12 tháng 9 năm 1865 - Sir Thomas John Cochrane
- 30 tháng 11 năm 1866 - Sir George Seymour
- 30 tháng 1 năm 1868 - Sir James Alexander Gordon
- 15 tháng 1 năm 1869 - Sir William Bowles
- 3 tháng 7 năm 1869 - Sir George Sartorius
- 21 tháng 1 năm 1870 - Sir Fairfax Moresby
- 20 tháng 10 năm 1872 - Sir Houston Stewart
- 22 tháng 1 năm 1877 - Sir Henry Codrington
- 5 tháng 8 năm 1877 - Sir Henry Keppel
- 11 tháng 12 năm 1877 - Sir Provo Wallis
- 27 tháng 12 năm 1877 - Thomas Maitland, Bá tước của Lauderdale
- 27 tháng 12 năm 1877 - Sir George Mundy
- 15 tháng 6 năm 1879 - Sir James Hope
- 15 tháng 7 năm 1879 - Sir Thomas Symonds
- 1881 - Sir Alexander Milne
- 29 tháng 4 năm 1885 - Sir Alfred Ryder
- 1 tháng 5 năm 1888 - Sir Geoffrey Hornby
- Tháng 12 1888 - Lord John Hay
- 13 tháng 2 năm 1892 - Sir John Commerell
- Tháng 6 1893 - Alfred, Công tước của Saxe-Coburg và Gotha
- 20 tháng 2 năm 1895 - Richard Meade, Bá tước của Clanwilliam
- 23 tháng 8 năm 1897 - Sir Algernon McLennan Lyons
- Tháng 11 1898 - Sir Frederick William Richards
- Tháng 6 1904 - Lord Walter Kerr
- Tháng 2 1905 - Sir Edward Seymour
- 5 tháng 12 năm 1905 - John Fisher, Nam tước Fisher
- 1907 - Sir Arthur Knyvet Wilson
- Tháng 3 1913 - Sir William May
- Tháng 3 1915 - Sir Hedworth Meux
- Tháng 4 1917 - Sir George Callaghan
- Tháng 1 1919 - Bá tước John Jellicoe
- 3 tháng 4 năm 1919 - Bá tước David Beatty
- Tháng 7 1919 - Sir Henry Bradwardine Jackson
- Tháng 10 1919 - Rosslyn Wemyss, Nam tước Wester-Wemyss
- Tháng 11 1920 - Sir Cecil Burney
- 1921 - Sir Frederick Doveton Sturdee
- 22 tháng 8 năm 1921 - Louis Mountbatten, Hầu tước của Milford Haven
- Tháng 7 1924 - Sir Charles Madden
- 1925 - Sir Somerset Calthorpe
- Tháng 11 1925 - Sir John de Robeck
- 1928 - Sir Henry Oliver
- 1929 - Sir Osmond Brock
- Tháng 5 1930 - Roger John Brownlow Keyes, Nam tước Keyes
- 20 tháng 1 năm 1933 - Sir Frederick Field
- 1934 - Sir Reginald Tyrwhitt
- 1935 - Alfred Ernle Montacute Chatfield, Nam tước Chatfield
- 21 tháng 1 năm 1936 - Edward VIII của Anh
- 12 tháng 7 năm 1936 - Sir John Kelly
- 1936 - George VI của Anh
- 1938 - William Henry Dudley Boyle, Bá tước của Cork và Orrery
- 1939 - Sir Roger Backhouse
- Tháng 7 1939 - Sir Dudley Pound
- Tháng 5 1940 - Sir Charles Forbes
- Tháng 1 1943 - Andrew Browne Cunningham, Tử tước Cunningham của Hyndhope
- 22 tháng 10 năm 1943 - John Cronyn Tovey, Nam tước Tovey
- 8 tháng 5 năm 1945 - Sir James Somerville
- Tháng 1 1948 - Sir John Cunningham
- 22 tháng 10 năm 1948 - Bruce Fraser, Nam tước của North Cape
- 20 tháng 3 năm 1949 - Sir Algernon Willis
- 1952 - Sir Arthur Power
- 1952 - Sir Philip Vian
- 15 tháng 1 năm 1953 - Hoàng thân Philip, Công tước của Edinburgh
- Tháng 5 1953 - Sir Rhoderick McGrigor
- 22 tháng 4 năm 1955 - Sir George Creasy
- 22 tháng 10 năm 1956 - Louis Mountbatten, Bá tước Mountbatten của of Burma
- 1960 - Sir Charles Lambe
- 23 tháng 5 năm 1962 - Sir Caspar John
- 12 tháng 8 năm 1968 - Sir Varyl Begg
- 1970 - Sir Michael LeFanu
- 12 tháng 3 năm 1971 - Peter Hill-Norton, Nam tước Hill-Norton
- 1 tháng 3 năm 1974 - Sir Michael Pollock
- 9 tháng 2 năm 1977 - Sir Edward Ashmore
- 6 tháng 7 năm 1979 - Terence Lewin, Nam tước Lewin
- 1 tháng 12 năm 1982 - Sir Henry Leach
- 2 tháng 8 năm 1985 - John Fieldhouse, Nam tước Fieldhouse
- 25 tháng 5 năm 1989 - Sir William Staveley
- 1993 - Sir Julian Oswald
- 1995 - Sir Benjamin Bathurst

### Thống chế không quân
| 1 tháng 1 năm 1927  | Sir Hugh Trenchard         |
| 1 tháng 1 năm 1933  | Sir John Salmond           |
| 21 tháng 1 năm 1936 | King Edward VIII           |
| 11 December 1936    | King George VI             |
| 1 January 1937      | Sir Edward Ellington       |
| 4 October 1940      | Sir Cyril Newall           |
| 1 January 1944      | Sir Charles Portal         |
| 12 September 1945   | Sir Arthur Tedder          |
| 1 January 1946      | Sir Sholto Douglas         |
| 1 January 1946      | Sir Arthur "Bomber" Harris |
| 8 June 1950         | Sir John Slessor           |
| 15 January 1953     | The Duke of Edinburgh      |
| 1 June 1954         | Sir William Dickson        |
| 1 January 1958      | Sir Dermot Boyle           |
| 12 June 1958        | The Duke of Gloucester     |
| 6 April 1962        | Sir Thomas Pike            |
| 1 April 1967        | Sir Charles Elworthy       |
| 1 April 1971        | Sir John Grandy            |
| 31 March 1974       | Sir Denis Spotswood        |
| 6 August 1976       | Sir Andrew Humphrey        |
| 31 July 1977        | Sir Neil Cameron           |
| 14 October 1982     | Sir Michael Beetham        |
| 15 October 1985     | Sir Keith Williamson       |
| 14 November 1988    | Sir David Craig            |
| 6 tháng 6 năm 1992  | Sir Peter Harding          |
| 16 tháng 6 năm 2012 | The Prince of Wales        |
| 13 tháng 6 năm 2014 | Lord Stirrup               |